# Kohei Hattori
Kohei Hattori (服部 康平 Hattori Kōhei?, nacido el 4 de abril de 1991 en Kawasaki, Kanagawa) es un exfutbolista japonés que se desempeñaba como defensa.

## Trayectoria

### Clubes
| Club                   | País  | Año         |
| ---------------------- | ----- | ----------- |
| SC Sagamihara          | Japón | 2014 - 2017 |
| Tochigi SC             | Japón | 2017 - 2019 |
| Matsumoto Yamaga F. C. | Japón | 2019 - 2021 |
| FC Gifu                | Japón | 2021 - 2023 |

## Estadística de carrera

### J. League
| Club          | Año   | J. League | J. League | Copa J. League | Copa J. League | Total | Total |
| Club          | Año   | Part.     | Goles     | Part.          | Goles          | Part. | Goles |
| ------------- | ----- | --------- | --------- | -------------- | -------------- | ----- | ----- |
| SC Sagamihara | 2014  | 25        | 3         | -              | -              | 25    | 3     |
| SC Sagamihara | 2015  | 18        | 3         | -              | -              | 18    | 3     |
| SC Sagamihara | 2016  | 23        | 1         | -              | -              | 23    | 1     |
| Tochigi SC    | 2017  | 23        | 2         | -              | -              | 23    | 2     |
| Total         | Total | 89        | 9         | 0              | 0              | 89    | 9     |